# Niphetogryllacris stigmata
Niphetogryllacris stigmata är en insektsart som först beskrevs av Brunner von Wattenwyl 1888.  Niphetogryllacris stigmata ingår i släktet Niphetogryllacris och familjen Gryllacrididae. Inga underarter finns listade i Catalogue of Life.